# Stephanus Ståhle
Stephanus Ståhle, född 1646 i Kättilstads församling, död januari 1702 i Skällviks församling, var en svensk präst.

## Biografi
Stephanus Ståhle föddes 1646 i Kättilstads församling. Han var son till fogden Pehr Ståhle. Ståhle blev 12 september 1665 student vid Uppsala universitet och prästvigdes 19 december 1679 till huspredikant på Brokinds slott. Han blev 1680 kyrkoherde i Skällviks församling och avled 1702.

### Familj
Ståhle gifte sig 1680 med Christina Gruf (död 1701), som var dotter till kyrkoherden Daniel Gruf i Häradshammars församling och Kerstin Ask. De fick tillsammans barnen Peter Ståhle (född 1681), Christina Ståhle som var gift med komministern J. Wibom i Kaga församling och fänriken Johan Freberg, kyrkoherden Lars Ståhle i Dagsbergs församling, Elsa Ståhle som var gift med komministern Chr. Houg i Rönö församling, auditören Daniel Ståhle (1687–1709), kyrkoherden Anders Ståhle i Odensvi församling och Gustaf Ståhle (född 1692).